# Barbarossa (film 1965)
Barbarossa (赤ひげ?, Akahige) è un film del 1965 diretto da Akira Kurosawa. Si tratta di un adattamento cinematografico del romanzo di Shūgorō Yamamoto Il racconto del dottor Barbarossa del 1958.
Il romanzo Umiliati e offesi di Fëdor Dostoevskij ha ispirato una parte della trama relativa ad una ragazzina, Otoyo, salvata da un bordello. Barbarossa affronta la problematica dell'ingiustizia sociale ed esplora due dei filoni narrativi preferiti da Kurosawa: l'umanesimo e l'esistenzialismo.

## Trama
Koishikawa, XIX secolo. Il giovane dottore tirocinante Noboru Yasumoto, di elevata estrazione sociale e fresco di studi presso un'importante scuola medica olandese di Nagasaki, aspira ad entrare direttamente alle dipendenze della corte imperiale tramite raccomandazione paterna. Viene invece spedito in un affollato ospedale di periferia gestito con fermezza e parsimonia dal dottor Kyojō Niide, detto Barbarossa. Il giovane la prende malissimo: sicuro di essere vittima di un complotto ordito dal padre della sua ex fidanzata, che lo ha tradito, rifiuta di lavorare, di prendersi cura dei pazienti, di rispettare le regole dell'ospedale e persino di indossare il kimono d'ordinanza, sperando in tal modo di essere cacciato dall'istituto.
In realtà col passare del tempo Noboru inizia a stabilire un legame sempre più profondo col primario, coi colleghi e soprattutto coi malati. I degenti dell'ospedale gli offrono infatti uno spaccato profondo e doloroso della parte di umanità più povera e tormentata, e che pertanto è più bisognosa di aiuto: dalla donna mantide, una ninfomane pluriomicida che a seguito di violenze subite da ragazzina prova continuamente l'impulso di uccidere gli uomini con cui si unisce carnalmente, a Sahachi, vittima di un amore travolgente e tragico, che dal giorno del suicidio della propria moglie dedica anima e corpo all'aiuto del prossimo, fino alla dodicenne Otoyo, sottratta dai medici alla casa di tolleranza in cui era sfruttata, che stabilisce un rapporto speciale con Noboru.

## Riconoscimenti
- Mostra del cinema di Venezia: miglior interpretazione maschile (Toshiro Mifune)
- Seminci 1967: Espiga de oro